# Konstantin Wienstroer
Konstantin Wienstroer (*  7. Juli 1969 in Neuss) ist ein deutscher Jazzbassist, der auch im Fusion- und im Weltmusikbereich tätig ist.

## Leben und Wirken
Wienstroer begann im Alter von sechs Jahren klassische Musik auf der Geige zu spielen. Mit 16 Jahren wechselte er zum E-Bass und populärer Musik. Mit 20 Jahren entdeckte er den Kontrabass, den er zunächst bei Wayne Darling in Wien und bei Reinhard Glöder studierte. 1996 absolvierte er sein Studium an der Folkwangschule, wo er während seines Studiums mit Felix Elsner und Veit Lange das Trio Unfinished Business gründete, das mit dem Folkwangpreis in der Sparte Jazz ausgezeichnet wurde und 1997 ein gleichnamiges Album veröffentlichte. Daneben spielte er mit Ziroli Winterstein, Jürgen Dahmen und Markus Wienstroer. Mit den Gruppen Zabriskie Point um Rupert Stamm, Mainpoint und La Düsseldorf ging er auf Tournee. In den letzten Jahren arbeitete er mit Daniel Basanta, Hazy Osterwald, Wolf Maahn, Peter Baumgärtner/Inga Lühning und Lulu Reinhardt. Er trat auch mit Jarek Smietana, Philipp van Endert und Peter Weiss auf.
Ferner ist er auf Aufnahmen von Bobby Hebb, Stefan Krachten, Daniel Küfer, Klaus Dingers la neu?, Stephan-Max Wirth, der türkisch-deutschen Band Tan und den Nighthawks zu hören. Weiterhin ist er Mitglied der André Krengel Acoustic Embassy und in  verschiedenen Weltmusikprojekten tätig.